# Tipula pseudofulvipennis
Tipula pseudofulvipennis är en tvåvingeart som beskrevs av Johannes Cornelis Hendrik de Meijere 1919. Tipula pseudofulvipennis ingår i släktet Tipula och familjen storharkrankar. Inga underarter finns listade i Catalogue of Life.